# Aster

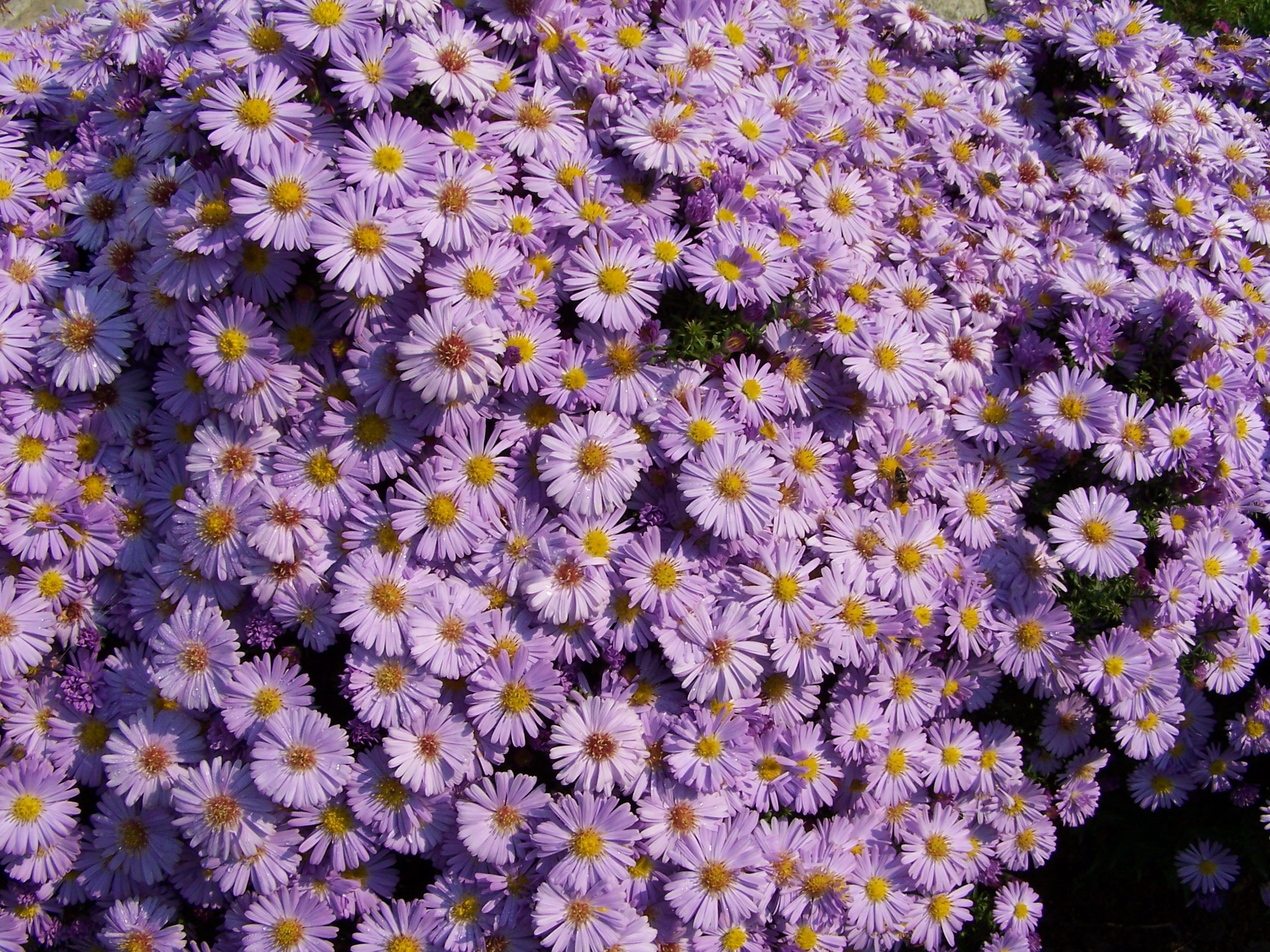
Aster gawędka (kultywar)

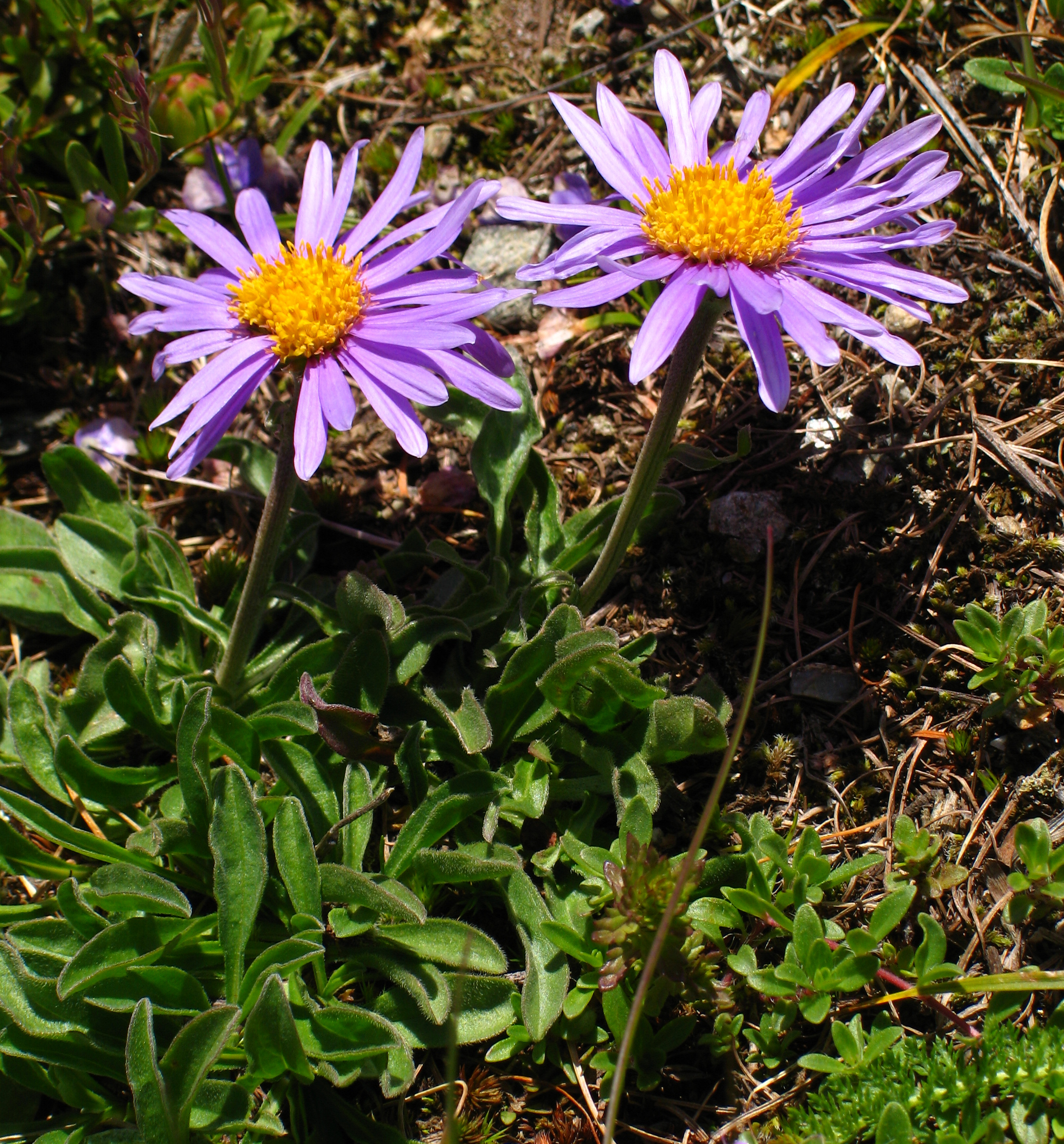
Aster alpinus

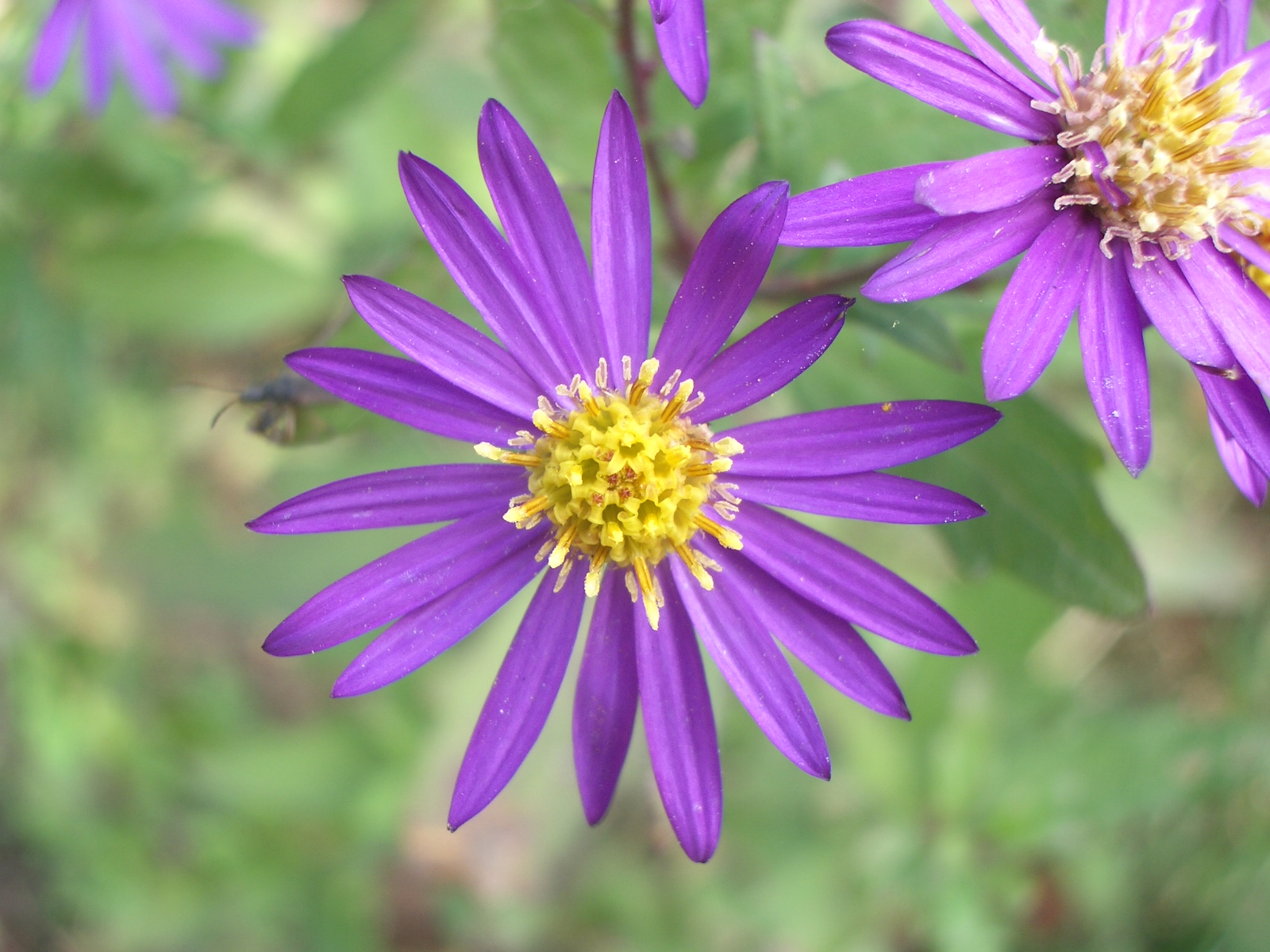
Kwiatostan Aster ageratoides

Aster (Aster L. 1753) – rodzaj roślin nasiennych z rodziny astrowatych. W tradycyjnym, szerokim ujęciu zaliczano tu kilkaset, do tysiąca gatunków, które mimo podobieństwa okazały się być często odlegle spokrewnione. Po ich wyłączeniu w osobne rodzaje (m.in. taksonów północnoamerykańskich), w rodzaju Aster zostało ok. 170 gatunków tzw. Starego Świata, z typowym przedstawicielem astrem gawędką (Aster amellus). Mimo znaczących zmian w systematyce tradycyjnie zaliczane tu gatunki różnych rodzajów wciąż łącznie noszą nazwę zwyczajową „astrów”.
Nazwa rodzajowa Aster pochodzi od starogreckiego słowa ἀστέρı (astéri), co znaczy „gwiazda”. Nawiązuje ona do gwiaździstego kształtu koszyczka kwiatowego.

## Morfologia
Byliny oraz wiecznie zielone lub sezonowo ulistnione podkrzewy o wielkości od miniaturowych roślinek do ok. 1,8 m wysokości. Mają pojedyncze, zazwyczaj całobrzegie liście, niekiedy pokryte włoskami. Zewnętrzne kwiaty języczkowe u różnych gatunków w różnych kolorach (białe, różowe, purpurowe, czerwone, niebieskie), zebrane w koszyczek. Wewnątrz koszyczka występują żółte lub różowe kwiaty rurkowate.

## Systematyka
Rodzaj Aster należy do podplemienia Asterinae plemienia Astereae podrodziny Asteroideae w obrębie rodziny astrowatych Asteraceae.
W tradycyjnym, szerokim ujęciu rodzaj aster Aster obejmował w zależności od ujęcia 250–1000 gatunków – morfologicznie podobnych, ale, jak się okazało w badaniach molekularnych, często odlegle spokrewnionych. Podział rodzaju zainicjował Nesom w latach 90. XX wieku wyodrębniając północnoamerykańskie rodzaje, m.in.: Symphyotrichum (ok. 100 gatunków), Doellingeria (3 gatunki), Eucephalus (10 gatunków), Eurybia (23 gatunki). Status tych rodzajów jest potwierdzony i zaakceptowany przez Global Compositae Database. O tym jak odrębne są te rodzaje od reszty zaliczanej do Aster sensu lato świadczy to, że są one bliżej spokrewnione z takimi rodzajami jak: nawłoć Solidago, konyza Conyza, czy przymiotno Erigeron. Pozostałe euroazjatyckie gatunki Nesom zachował pierwotnie w rodzaju Aster, dla którego wskazał jako gatunek typowy Aster amellus.
Z euroazjatyckich przedstawicieli rodzaju wyraźnie wyodrębniona jest grupa Galatella–Tripolium–Crinitina. Ma ona charakter monofiletyczny, przy czym klad bazalny w obrębie grupy tworzy rodzaj Tripolium (1 lub 2 gatunki). Pozostałe dwa ujmowane są odrębnie lub łączone w jeden – Galatella (31 gatunków). Grupa ta jest siostrzana względem podplemienia Bellidinae (m.in. obejmującego rodzaj stokrotka Bellis). Siostrzane dla kladu obejmującego grupę Tripolium-Galatella-Bellidinae są rodzaje Chamaegeron i Lachnophyllum.
Pozostałe gatunki zaliczane tradycyjnie do Aster sensu lato tworzą grupę o charakterze parafiletycznym w obrębie politomii z rodzajami z półkuli południowej (m.in. Olearia). Dla wyodrębnienia monofiletycznego rodzaju Aster sensu stricto konieczne jest oddzielenie licznych gatunków azjatyckich. Z kolei do rodzaju Aster sensu stricto włączane są gatunki wyodrębniane w niektórych wcześniejszych ujęciach jako: Sheareria, Rhynchospermum, Kalimeris, Heteropappus, Miyamayomena, Rhinactinidia, Turczaninowia, Asterothamnus, Arctogeron i wschodnioazjatyckie gatunki Doellingeria. W takim ujęciu rodzaj obejmuje ok. 170 gatunków. 
W niektórych ujęciach do rodzaju aster włączany jest także gatunek stokrotnica górska Bellidiastrum michelii jako Aster bellidiastrum, co jednak nie ma oparcia w relacjach filogenetycznych – gatunek jest blisko spokrewniony z rodzajami stokrotka Bellis i bellium Bellium tworząc z nimi tzw. grupę Bellis w obrębie podplemienia Bellidinae. 
Zestawienie gatunków zwanych astrami i występujących w Polsce wraz z ich przynależnością rodzajową
Gatunki klasyfikowane do rodzaju Aster:
- aster alpejski Aster alpinus L. – gatunek rodzimy
- aster gawędka Aster amellus L. – gatunek rodzimy
- stokrotnica górska[11], aster stokrotnicowaty[12] Bellidiastrum michelii Cass. ≡ Aster bellidiastrum Scop. – gatunek rodzimy

Gatunki klasyfikowane do rodzaju Symphyotrichum:
- aster drobnokwiatowy Aster tradescantii L. ≡ Symphyotrichum tradescanti (L.) G.L.Nesom – antropofit zadomowiony
- aster karłowaty Aster dumosus L. ≡ Symphyotrichum dumosum (L.) G.L.Nesom – gatunek uprawiany
- aster lancetowaty Aster lanceolatus Willd. ≡ Symphyotrichum lanceolatum (Willd.) G.L.Nesom – antropofit zadomowiony
- aster nowoangielski, a. amerykański Aster novae-angliae L. ≡ Symphyotrichum novae-angliae (L.) G.L.Nesom – antropofit zadomowiony
- aster nowobelgijski, a. wirginijski Aster novi-belgii L. ≡ Symphyotrichum novi-belgii (L.) G.L.Nesom – antropofit zadomowiony
- aster różnobarwny Aster versicolor Willd. ≡ Symphyotrichum × versicolor (Willd.) G.L.Nesom – gatunek uprawiany
- aster wierzbolistny Aster × salignus Willd. ≡ Symphyotrichum × salignum (Willd.) G.L.Nesom – antropofit zadomowiony

Gatunek klasyfikowany do rodzaju Galatella:
- ożota zwyczajna Aster linosyris (L.) Bernh. ≡ Linosyris vulgaris Cass. ≡ Galatella linosyris (L.) Rchb.f.

Gatunek klasyfikowany do rodzaju Tripolium:
- aster solny Aster tripolium L. ≡ Tripolium pannonicum (Jacq.) Dobrocz. – gatunek rodzimy

Lista gatunków

## Uprawa
Rośliny łatwe w uprawie. Najlepiej rosną na słonecznym stanowisku lub w półcieniu, na przepuszczalnej i żyznej ziemi. Powinny mieć stale wilgoć w glebie. Odmianom wysokim należy zapewnić podparcie. Po przekwitnięciu rośliny przycina się przy ziemi. Rozmnaża się przez podział jesienią lub wiosną przez zdrewniałe sadzonki. Mogą być atakowane przez mączniaka prawdziwego astrowatych, mszyce i ślimaki.

## W kulturze
Węgierska rewolucja z 31 października 1918 roku, stała się sławna jako rewolucja astrów, ponieważ kwiat ten nosili ludzie protestujący w Budapeszcie.